# Călinești (Fălești)
Călinești è un comune della Moldavia situato nel distretto di Fălești di 2.821 abitanti al censimento del 2004